# Yangmei (socken)
Yangmei (kinesiska: 杨梅, 杨梅彝族苗族回族乡) är en socken i Kina. Den ligger i provinsen Guizhou, i den sydvästra delen av landet, omkring 180 kilometer väster om provinshuvudstaden Guiyang.